# Halmay Béla
Halmay Béla (Miskolc, 1881. április 29. – Debrecen, 1953. április 10.) jogász, polgármester.

## Élete

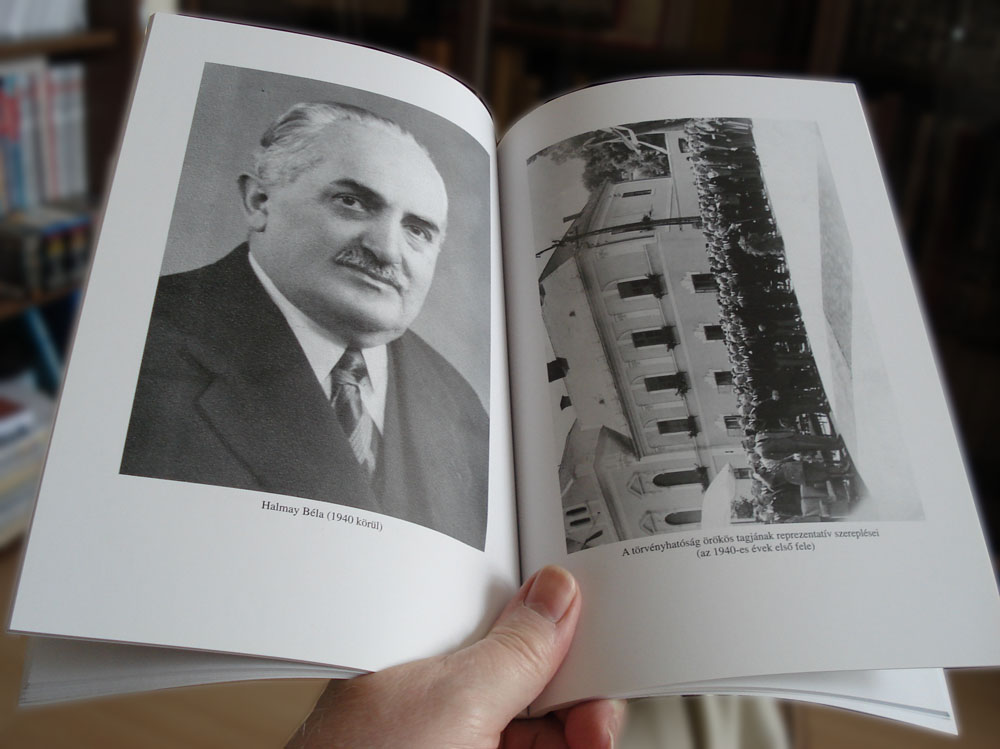
Halmay Béla fotója Kapusi Krisztián könyvében

Apja a római katolikus Stach György (1840–1911), aki még családalapítás előtt írta át a nevét Halmaira (Halmajban született), de ezt elfelejtette közigazgatási úton rendezni. Így fordulhatott elő, hogy fia már polgármester korában szerzett tudomást az ügyről, és ekkor, 60 éves korában kellett elintéznie az engedélyeztetést. Anyja Jappchen Anna Mária (1848–1924), a Késmárkhoz közeli Durandról származott. A család a miskolci Alsó-Szirma utcán lakott, az apa törekvő ember volt, vasúti málházóból küzdötte fel magát vagyonos kereskedővé. Béla előtt született még két fiuk, Géza (kicsi gyermek korában elhunyt) és Gyula.
Halmay Béla az alap- és középfokú iskoláit Miskolcon végezte, a gimnáziumot a katolikus főgimnáziumban kezdte, majd a református főgimnáziumban fejezte be. Ezt követően egyéves önkéntes katonai szolgálatot teljesített (1899–1900), majd két évig díjnok volt a városi rendőrkapitányságon. Jogi tanulmányokba kezdett: az eperjesi jogakadémián kezdett, majd a kolozsvári tudományegyetemen fejezte be – miközben már 1904-től dolgozott is Miskolc szolgálatában –, és államtudományi doktorátust szerzett 1906-ban. Végzés után hazatért Miskolcra, és 1909-től aljegyző, majd 1914-től főjegyző volt.
1913-ban megnősült, felesége Musil Erzsébet, katonai főállatorvos lánya volt.  Az első világháborúban – a miskolci 10. honvéd gyalogezred keretében – frontszolgálatot teljesített, 1914. augusztus 27-én utazott el, csecsemő korú fiát és kislányával várandós feleségét hagyta itthon. Hadnagyként részt vett a Lemberg környéki harcokban és a Przemyśl erőd védelmében. 1915. március 22-én, immár főhadnagyként, orosz hadifogságba esett, több mint hét évet töltött Krasznojarszkban, 1922-ben tért haza. Több más kitüntetés mellett megkapta a bronz Signum Laudis a kardokkal érdemérmet. Magánélete megsínylette a háborút, pár hónappal hazaérkezése után elvált Musil Erzsébettől. Ezután egyedül nevelte két gyermekét, Györgyöt és Margitot, és soha többé nem házasodott meg.
1922 júniusában áll munkába, főjegyzői státuszát a város mindvégig fenntartotta számára, így hazaérkezése után elfoglalhatta azt. Tagjává választotta a Lévay József Irodalmi Társaság, tagja lett a Miskolci Jogakadémia államvizsga bizottságának, elnöke volt a Népkerti Sportpálya Bizottságnak, kötődött a tűzoltó és mentő egyesülethez. A népszerű politikust 1926. július 15-én polgármester-helyettesnek választották Hodobay Sándor mellé. Leszih Andorral, a múzeum igazgatójával társszerkesztője és társszerzője volt annak az 1929-es Miskolc-monográfiának, amit az utókor – részletessége és korrektsége okán – a mai napig nagyra értékel. Az ő irányításával jelent meg a „Miskolci Szemle” című városházi periodika is. Fontos, kedves feladatának tekintette a városi kulturális események látogatását, 1933. június 11-én a Tiszai pályaudvaron személyesen fogadta a lillafüredi írókongresszusra érkező résztvevőket. 1935 tavaszán – valószínűleg a hadifogságban, a szervezetét ért károsodások miatt – súlyosan megromlott egészségi állapota, komoly műtéten esett át, hónapokig lábadozott.
Amikor Hodobay polgármester – néhány városi hivatalnok sikkasztása miatt – lemondott, 1935. október 3-án közfelkiáltással Halmay Bélát választották utódjául, és – amire nem volt még példa – egyből tízéves időtartamra kapott bizalmat. Programbeszédének fontosabb témái között szólt egyrészt a nagy volumenű, városkép formáló építkezések okozta gazdasági egyensúlyvesztés megszüntetéséről, a stabilizálásról, a városi közigazgatási reform szükségességéről, amit a korábbi pénzügyi visszaélések miatt kellett megtenni, végül a Nagy-Miskolc elképzelés végigviteléről. Mindehhez politikamentes közszolgálatot igért.

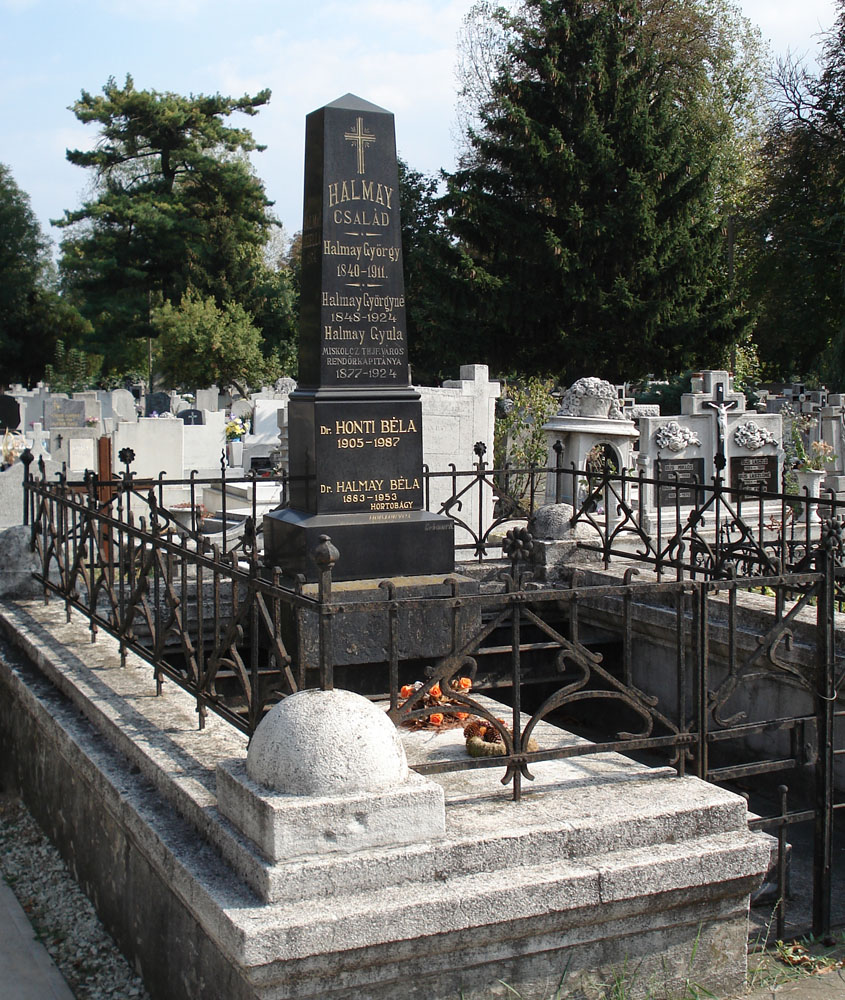
A Halmay–Honti család sírja a miskolci Mindszenti temetőben

Halmay Béla idején is folytatni kellett a Hodobay által elkezdett szükséglakás-építési tevékenységet, ami a belvárosban, az Avason és a Tetemváron indult meg. Szociális intézkedésként a lakótelepek mellé óvodákat, gyermekintézményeket terveztek. Megfogalmazódott a Tapolcára vezető út és néhány híd korszerűsítése is. Fontosnak tartotta a városi könyvtár és egy tanoncotthon létesítését, kiemelt támogatásban részesítette a színházat és a múzeumot. Támogatta a rászorultakat, hétszáz elemi iskolás étkezését biztosította, rendszeresen szervezett segélyakciókat. A nagyszabású polgármesteri program azonban nem valósulhatott meg, mert – két évi tevékenykedés után – nyugdíjazását kérte, hivatalosan valóban romló egészségi állapota miatt, de szerepet játszhatott a sajtó igaztalan támadása újabb korrupciós ügyeket szimatolva, valamint a város gondjainak súlyosbodása is, amikre nem látott megoldást. A törvényhatóság méltányolta a kérést, és 1938. január 5-én nyugállományba helyezte, Halmay pedig hatásos búcsúbeszédében arról szólt, hogy „lelépek a fórumról”, és „hófehér maradt tisztességem tógája”, de „ez volt életem legszebb szakasza.” Megbecsültségét jelzi, hogy a törvényhatóság örökös taggá választotta.
Halmay Béla visszavonult a politikai pályától. Fia, György, jogot végzett, és ő is közigazgatási pályára lépett, de aztán csendőrszázados lett Szolnokon. Lánya, Margit, férjhez ment dr. Honti Bélához, aki később szintén Miskolc polgármestere lett. Halmay náluk lakott, a Széchenyi utca 64., később – miután a Rákosi korszakban megfosztották őket minden ingatlanjuktól – a Szeles utca 11. szám alatti lakásukban. Halmay Bélát 1952. július 25-én családostól elhurcolták a hortobágyi Borsós-tanyára. A kitelepítésben társai voltak – többek között – fia, dr. Halmay György egykori csendőrtiszt, lánya, Honti Béláné és gyermekei, valamint férje, Honti Béla polgármester, Gálffy Imre polgármester és Bónis Péter alispán. Halmay Béla szervezete nem bírta a megpróbáltatásokat, tüdőgyulladást kapott, és 1953. április 10-én a debreceni kórházban meghalt, ott is temették el. Lánya szerette volna a hamvakat a miskolci Mindszenti temetőben lévő családi kriptába hozatni, de nem kapott rá engedélyt.
Egykor a tulajdonában állt a ma Polgármester-pince néven ismert borház, amely ma a történelmi Avas egyik legismertebb épülete.

## Műve
- Halmay Béla–Leszih Andor (szerk.): Miskolc és Borsod–Gömör–Kishont egyelőre egyesített vármegyebeli községek. Miskolc, 1929